# دمدمی‌مزاج
دمدمی‌مزاج (انگلیسی: Fast and Loose) فیلمی در ژانر کمدی رمانتیک است که در سال ۱۹۳۰ منتشر شد. از بازیگران آن می‌توان به میریام هاپکینز، کارول لمبارد و فرانک مورگان اشاره کرد.